# Bombylella elegans
Bombylella elegans är en tvåvingeart som först beskrevs av Christian Rudolph Wilhelm Wiedemann 1828.  Bombylella elegans ingår i släktet Bombylella och familjen svävflugor. Inga underarter finns listade i Catalogue of Life.